# Ischalea incerta
Espèce
Synonymes
- Podophthalma incerta O. Pickard-Cambridge, 1877

 Ischalea incerta est une espèce d'araignées aranéomorphes de la famille des Desidae.

## Distribution
Cette espèce est endémique de Madagascar.

## Publication originale
- O. Pickard-Cambridge, 1877 : On some new species of Araneidea, with characters of two new genera and some remarks on the families Podophthalmides and Dinopides. Proceedings of the Zoological Society of London, vol. 1877, p. 557-578 (texte intégral).